# Ондирис (Зерендинский район)
Ондирис (каз. Өндіріс) — аул в Зерендинском районе Акмолинской области Казахстана. Входит в состав Байтерекского сельского округа. Код КАТО — 115669600.

## География
Аул расположен на юге района, в 11 км на северо-запад от центра района села Зеренда, в 9 км на северо-восток от центра сельского округа села Байтерек.

### Улицы
- ул. Ондирис,
- ул. Орталык.

### Ближайшие населённые пункты
- село Кошкарбай в 6 км на северо-востоке,
- село Красный Кордон в 7 км на юге,
- село Кеноткель в 8 км на севере,
- село Байтерек в 9 км на юго-западе
- село Троицкое в 9 км на северо-западе,
- село Зеренда в 12 км на юго-востоке,
- село Карсак в 14 км на западе.

## Население
В 1989 году население аула составляло 130 человека (из них казахов 100%).
В 1999 году население аула составляло 103 человека (55 мужчин и 48 женщин). По данным переписи 2009 года, в ауле проживали 43 человека (21 мужчина и 22 женщины).
| Численность населения | Численность населения | Численность населения |
| 1989                  | 1999                  | 2009                  |
| --------------------- | --------------------- | --------------------- |
| 130                   | ↘103                  | ↘43                   |